# Hermann von Kettler
Hermann Ludwig Karl von Kettler (* 6. September 1832 in Vlotho; † 22. Februar 1916 in Bonn) war ein preußischer Generalleutnant.

## Leben

### Herkunft
Er war der Sohn von Karl Friedrich Ludwig von Kettler (1802–1836) und dessen Ehefrau Margarete Florentine Wilhelmine, geborene Zur Heiden († 1839).

### Militärkarriere
Kettler besuchte zunächst die Kadettenhäuser in Bensberg und Berlin. Anschließend wurde er am 27. April 1850 als charakterisierter Portepeefähnrich dem 13. Infanterie-Regiment der Preußischen Armee überwiesen. Hier avancierte Kettler am 16. März 1852 zum Sekondeleutnant und absolvierte von Oktober 1855 bis September 1858 die Allgemeine Kriegsschule. Ab 1. Dezember 1858 fungierte er als Adjutant des I. Bataillons, wurde am 10. Juli 1859 Premierleutnant und als solcher am 15. August 1859 Regimentsadjutant. Kettler trat in gleicher Eigenschaft im Juli 1860 in das 5. Westfälische Infanterie-Regiment (Nr. 53) über, das aus Teilen seines bisherigen Verbandes gebildet wurde. Am 28. August 1862 folgte seine Versetzung in das 6. Rheinische Infanterie-Regiment Nr. 68, in dem Kettler am 21. November 1862 zum Hauptmann befördert sowie zum Kompaniechef ernannt wurde. Als solcher nahm er 1866 während des Krieges gegen Österreich an den Schlachten bei Münchengrätz und Königgrätz teil. Für seine Leistungen erhielt er den Roten Adlerorden IV. Klasse mit Schwertern.
Nach dem Friedensschluss wurde Kettler am 30. Oktober 1866 in das Infanterie-Regiment Nr. 87 in Mainz versetzt sowie Mitte April 1868 für fünf Monate zum Lehr-Infanterie Bataillon nach Potsdam kommandiert. Zu Beginn des Krieges gegen Frankreich kämpfte er bei Weißenburg und wurde in der anschließenden Schlacht bei Wörth schwer verwundet. Am 6. September 1870 zum Major befördert, kehrte er nach seiner Gesundung zu seinem vor Paris liegenden Regiment zurück und übernahm das Füsilier-Bataillon. Ausgezeichnet mit beiden Klassen des Eisernen Kreuzes wurde Kettler nach dem Krieg am 6. Februar 1873 zum Kommandeur des II. Bataillons ernannt und in dieser Stellung am 22. März 1876 zum Oberstleutnant befördert. Unter Stellung à la suite seines Regiments folgte am 13. März 1879 seine Ernennung zum Direktor der Militärschießschule. Nach seiner Beförderung zum Oberst war er vom 13. Januar 1883 bis zum 16. Februar 1885 als Kommandeur des 8. Brandenburgischen Infanterie-Regiments  Nr. 64 (Prinz Friedrich Carl von Preußen) in Prenzlau tätig. Daran schloss sich seine Kommandierung nach Württemberg an, wo er das Kommando über die 52. Infanterie-Brigade (2. Königlich Württembergische) in Ludwigsburg erhielt und am 3. Februar 1885 zum Generalmajor befördert wurde. Unter Verleihung des Roten Adlerordens II. Klasse mit Eichenlaub und Schwertern am Ringe stellte man Kettler am 3. September 1887 mit der gesetzlichen Pension zur Disposition.
Anlässlich der Hundertjahrfeier seines Stammregiments verlieh ihm Wilhelm II. am 16. Juni 1913 den Charakter als Generalleutnant.

### Familie
Kettler verheiratete sich am 28. Mai 1863 in Berlin mit Julie von Obstfelder (1837–1863). Sie war die Tochter des wirklichen Geheimen Oberfinanzrats Heinrich von Obstfelder. Nach dem Tod seiner ersten Ehefrau heiratete er am 9. Oktober 1873 in Haus Volmering Charlotte Hermine von Basse (* 1843), Tochter des Gutsbesitzers und Amtsmanns Adolf von Basse (1809–1860).